# Бучацький мирний договір

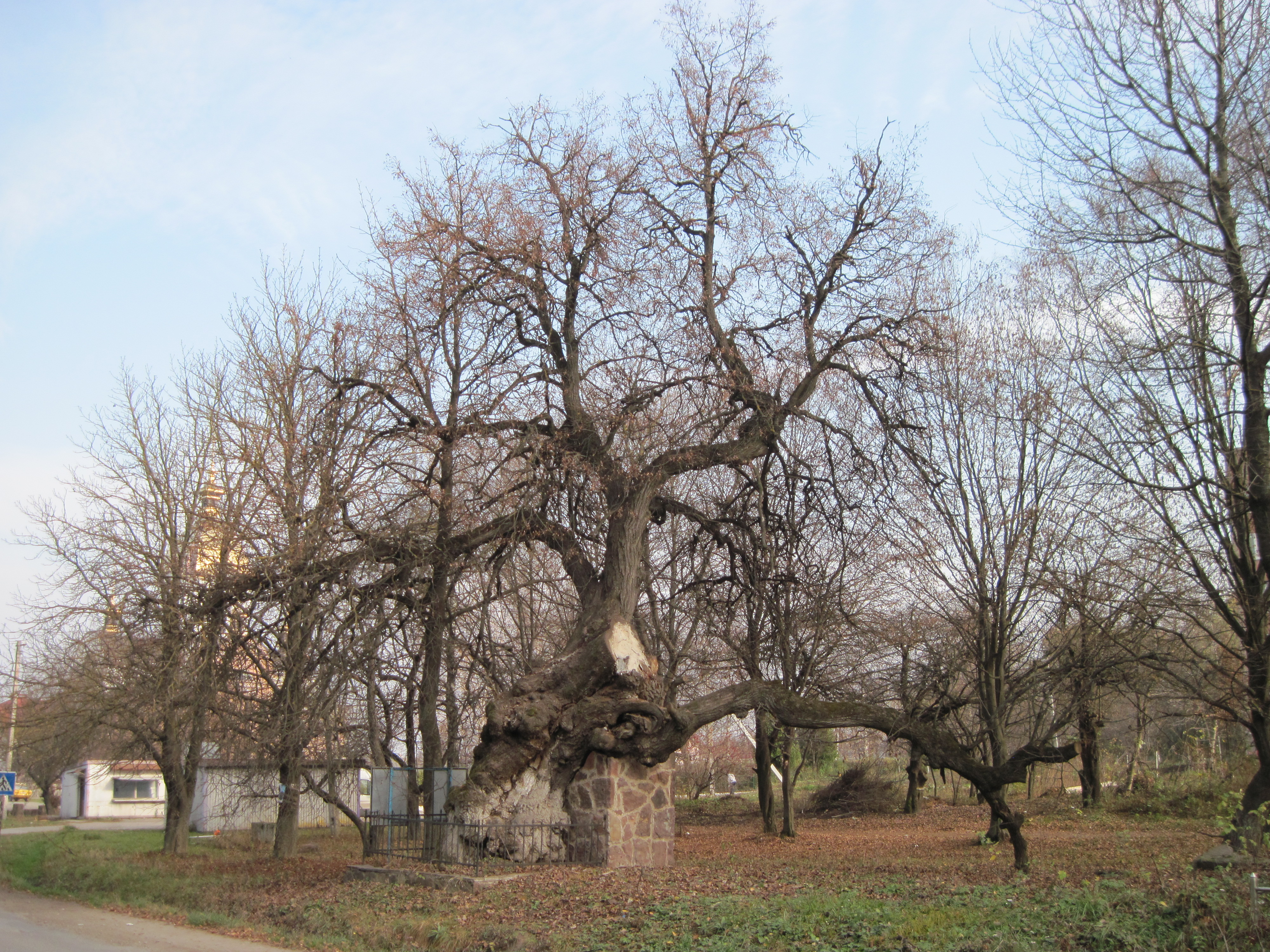
Ботанічна пам'ятка «Бучацька липа» (400-річна), осінь 2013

Бучацький мирний договір («Pacta z Cesarzem Tureckim przez Commifsarzow Rzpltey o Kamieniec zawarte Anno Dni 1672») — мирна угода між Річчю Посполитою і Османською імперією, укладена 18 (28) жовтня 1672 року в місті Бучачі чи його околицях.
Стосовно українських земель Брацлавщини та Правобережної Київщини (де існував козацький устрій), польська сторона вперше на міжнародно-правовому рівні вжила термін «Українська держава» пол. Panstwo Ukrainskie. На думку історика Тараса Чухліба, це мало визначальне значення у квітні 1918 року, коли П. П. Скоропадський фактично відновив її під тією ж назвою.
Договір також підбив підсумок першого етапу польсько-турецької війни 1672—1676 років, у ході якої козацьке військо Петра Дорошенка воювало проти поляків у союзі з османами. Внаслідок поразки Речі Посполитої у війні з Османською імперією і укладення договору ставало неможливим возз'єднання Правобережної України і Західної України, що перекреслювало політичні плани П. Дорошенка домогтися створення незалежної соборної держави.

## Відомості
Війна розпочалась навесні 1672 року. Завдавши ряд поразок військам Речі Посполитої під командуванням коронного гетьмана Яна Собеського влітку 1672 року, османсько-українська армія на чолі з султаном Мегмедом IV і гетьманом Петром Дорошенком здобула фортецю Кам'янець-Подільський і розпочала наступ на Галичину. На початку вересня почалася облога Львова османсько-кримсько-українськими військами. За цих умов уряд Речі Посполитої був змушений укласти Бучацький мирний договір.
Делегатами короля Міхала Вишневецького були: волинський каштелян Ян Францішек Любовецький, чернігівський каштелян Ґабріель Сільніцький (король призначив його десь на початку вересня 1672), підскарбій надвірний коронний Ян Шумовський. Перемовини комісарів розпочались під Львовом наприкінці вересня. 10 жовтня під Бережанами Ґабріель Сільніцький приєднався до інших королівських представників. Перемовини з османами під Бучачем розпочались 13 жовтня. За умовами укладеного договору (польські історики називають її найганебнішою у всій історії Польщі):
- Подільське воєводство відходило до Османської імперії; вся територія східного та західного Поділля за Бучацьким договором відійшла до Османської Імперії (від Бучача — по Брацлав)
- визнавалася влада Петра Дорошенка на Брацлавщині і Південній Київщині; з цих земель виводилися всі залоги Речі Посполитої
- Річ Посполита зобов'язувалася сплатити Османській імперії контрибуцію за зняття облоги Львова і щорічно платити 22 тисячі золотих (дукатів[10]) данини.

19 жовтня султан прийняв комісарів короля на офіційній авдієнції, вручив їм кафтани ленників. Після цього комісари мали авдієнцію у хана в його таборі.
У квітні 1673 року сейм Речі Посполитої відмовився затвердити Бучацький мирний договір, польсько-турецька війна поновилася й тривала до укладення Журавненського договору 1676 року.

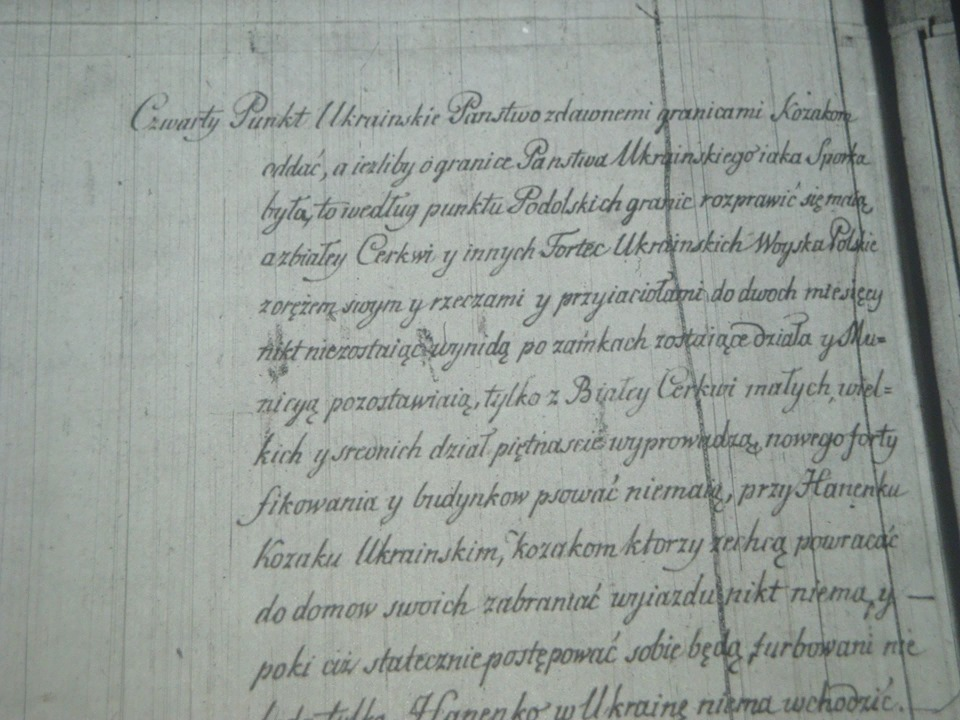
Четвертий пункт Бучацького мирного договору

Гетьман Петро Дорошенко не був задоволений результатами османської інтервенції. Усі подільські міста та містечка були пограбовані та зруйновані, тільки з подільської столиці — Кам'янця — було вивезено цінних речей на 100 возах до Стамбула. Були пограбовані чи знищені всі церкви та костели, забрано чи знищено всі дзвони. Головні храми були перетворені на мечеті. Населення та шляхти на Поділлі майже не залишилось. Значна частина міщан та шляхти переселились на землі Речі Посполитої, сільське населення за Дніпро. Значна частина української території — західне та східне Поділля — стали просто османською провінцією, і Дорошенко мусив задовольнитися напівзруйнованими й спустошеними Брацлавщиною та Київщиною, де були цілі округи, готові у будь-яку мить від'єднатися від нього. Збереглися відомості, що Дорошенко був розчарований в османській протекції взагалі, та рада старшин ухвалила не відступати від османського султана, бо «тепер, крім султана, нікуди дітись».
Існує думка, що Бучацька угода була підписана османським султаном під липою, яка росте при дорозі на «Південному масиві» Бучача, про що повідомляє таблиця: «400-річна Золота липа, під якою у 1672 році був підписаний Бучацький мир з Туреччиною».

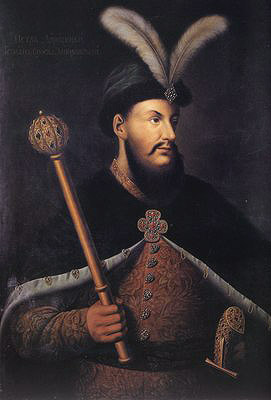
Гетьман Петро Дорошенко
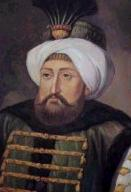
Мехмед IV
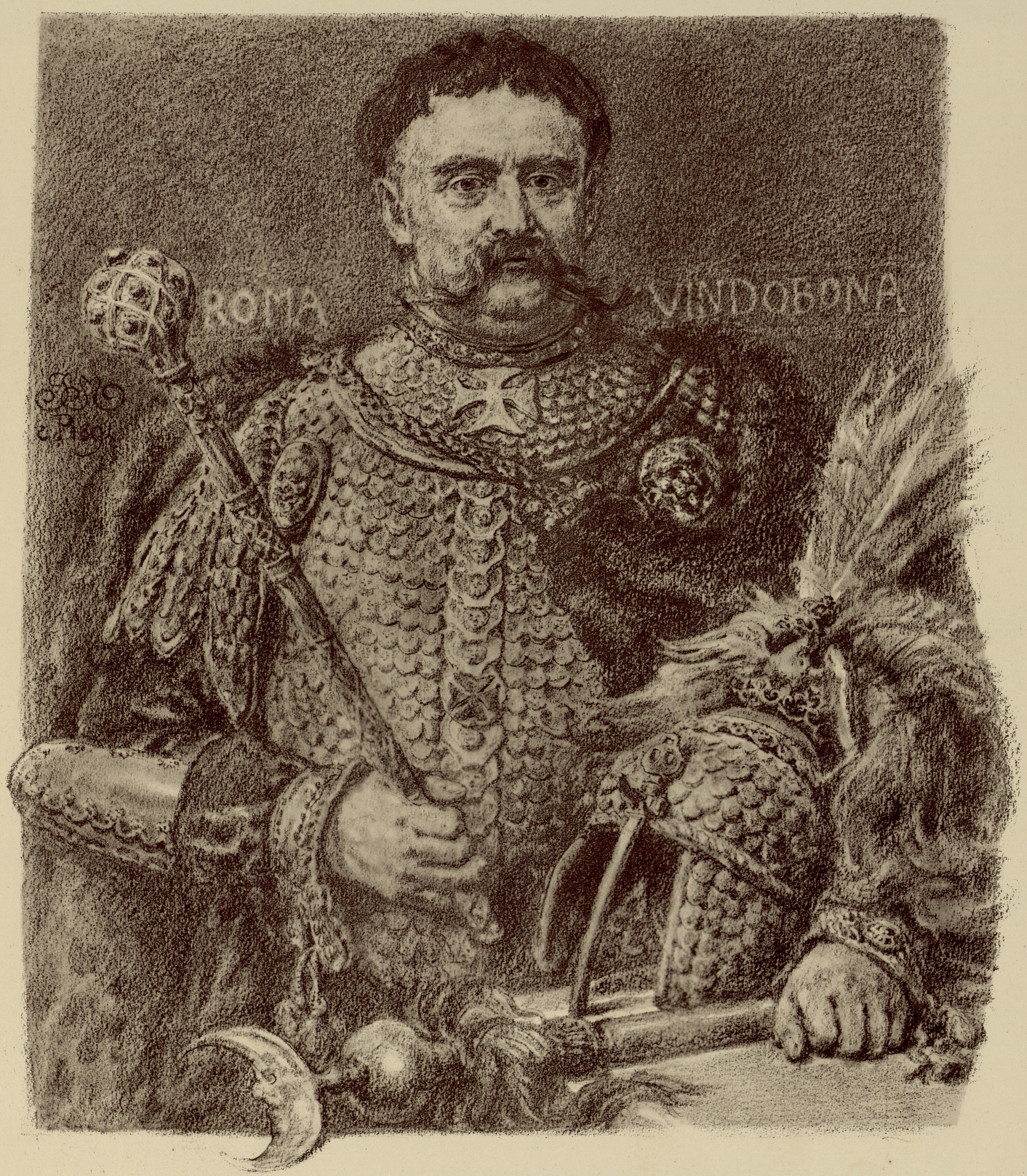
Ян III Собеський
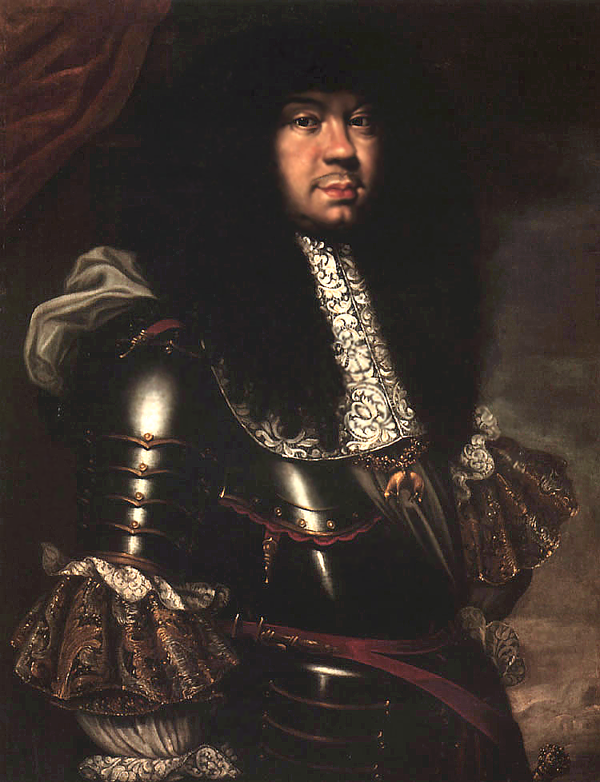
Король Міхал Корибут Вишневецький

## Цікаві факти
У 1672 у Бучацькому договорі польською й османською мовами зазначене існування України, української державності.